# Vicomezzano
Vicomezzano è una frazione di 4 abitanti del comune di Rezzoaglio, nella città metropolitana di Genova.

## Storia
Dopo il periodo napoleonico, nel 1815 Vicomezzano, assieme a Alpepiana, Lovari e Vicosoprano, entrò a far parte del Regno di Sardegna nella provincia di Bobbio. Dopo il 1859 e l'Unità d'Italia passò nel circondario di Bobbio assegnato alla nuova provincia di Pavia, quindi dal 1923 al 1926 nel circondario di Chiavari dell'allora provincia di Genova, nel Regno d'Italia.